# مقر قيادة الجيش (إسرائيل)
مقر قيادة الجيش الإسرائيلي (بالعبرية:  מפקדת זרוע היבשה، مِفْكِدِت زُرْعَا هِيَابْشَا، ويُختصر "مازي")، هو مقر قيادة متعدد الفيالق للقوات البرية للجيش الإسرائيلي. ويُقدر حجم القوات البرية الإسرائيلية حاليًا بـ 126,000 جندي عامل و400,000 جندي احتياطي.

## الوحدات والهيكل

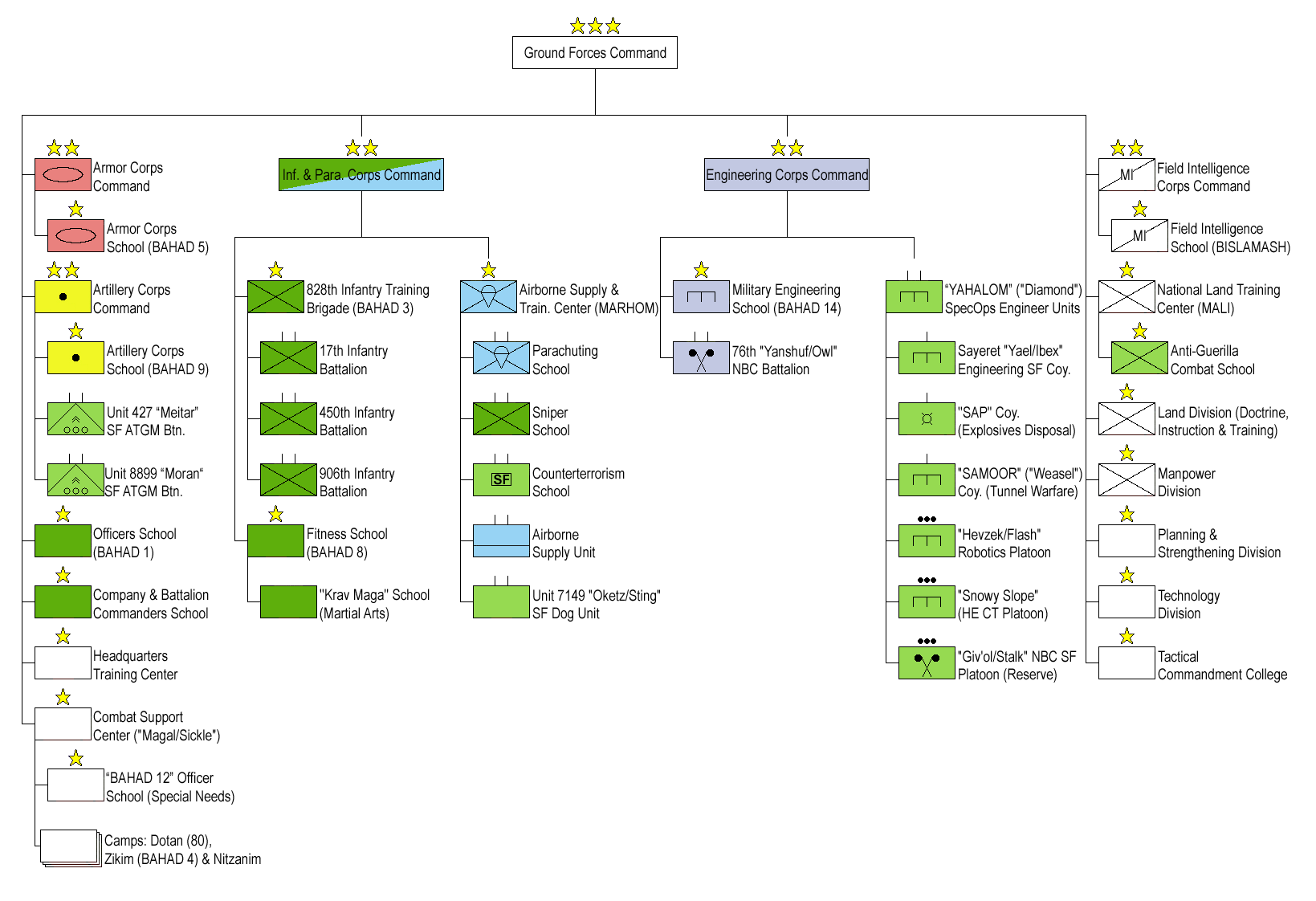
هيكل القوات البرية